# Wernsdorfer Luch
Das Wernsdorfer Luch ist ein Meliorationsgraben und Zufluss des Krossinsees auf der Gemarkung der Stadt Königs Wusterhausen im Landkreis Dahme-Spreewald in Brandenburg.
Der Graben beginnt in einem Waldgebiet, das sich südöstlich von Wernsdorf, einem Ortsteil der Stadt, befindet. Der Graben verläuft dort vorzugsweise in nordöstlicher Richtung auf einer Länge von rund 860 m. Von Osten führt ein weiterer Strang zu. Der Graben verläuft nun auf rund 1,4 km in nordwestlicher Richtung über eine Wiesenfläche und erreicht südlich von Wernsdorf die Wohnbebauung. Er fließt zwischen den 43,1 m ü. NHN m hohen Schinderbergen im Norden und den 43 m ü. NHN hohen Modderbergen im Süden hindurch und entwässert schließlich an einer Badestelle in den Krossinsee.